# Conus bizona
Espèce
Conus bizona est une espèce de mollusques gastéropodes marins de la famille des Conidae.
Comme toutes les espèces du genre Conus, ces escargots sont prédateurs et venimeux. Ils sont capables de « piquer » les humains et doivent donc être manipulés avec précaution, voire pas du tout.

## Taxonomie

### Publication originale
L'espèce Conus bizona a été décrite pour la première fois en 1981 par les malacologistes Hendrikus Eduard Coomans (d), Robert G. Moolenbeek (d) et Eduard Wils (d) dans « Alphabetical revision of the (sub)species in recent Conidae »,.

### Synonymes
- Conus (Puncticulis) bizona Coomans, Moolenbeek & Wils, 1981 · appellation alternative
- Conus arenatus bizona Coomans, Moolenbeek & Wils, 1981 · non accepté